# Heather Mills

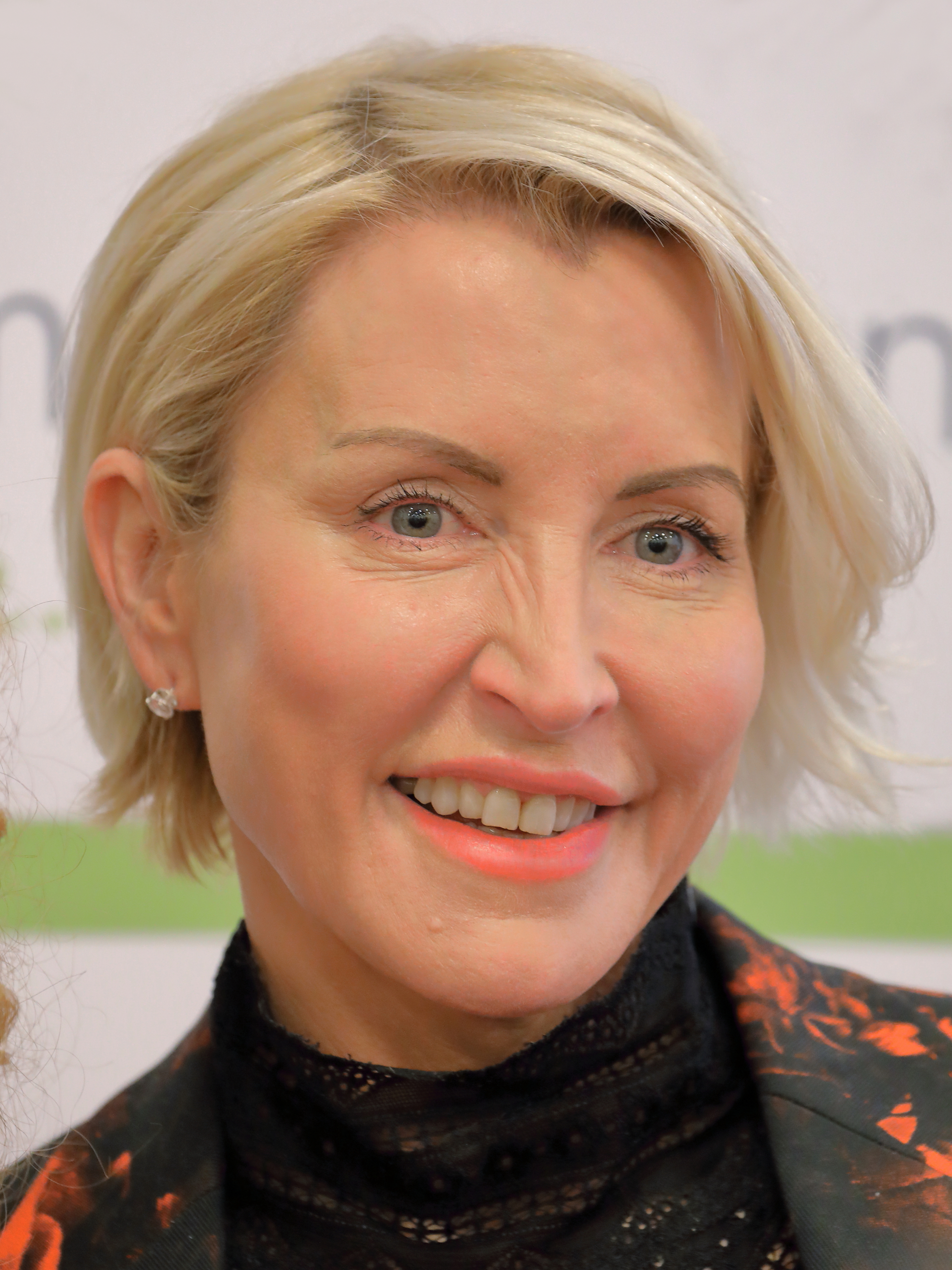
Heather Mills in 2019

Heather Ann Mills (Aldershot, 12 januari 1968) is een Brits activiste voor dierenrechten, vegetarisme en anti-landmijnen en een voormalig model. Ze werd vooral bekend doordat ze met muzikant Paul McCartney trouwde in 2002. Ze kregen in oktober 2003 hun enige kind, Beatrice Millie.
In augustus 1993 werd ze aangereden door een politiemotor, haar verwondingen waren onder andere gebroken ribben, een long werd beschadigd en haar linkerbeen moest onder haar knie worden geamputeerd. Na haar ongeluk zette ze een actie op om ongebruikte protheses vanuit het Verenigd Koninkrijk naar het door oorlog verwoeste voormalig Joegoslavië te sturen.
In mei 2006 werd bekend dat Paul McCartney en Heather Mills wilden scheiden.

## Rechtszaak
Op 17 maart 2008 besloot de rechtbank dat Paul McCartney 24,3 miljoen pond (30,9 miljoen euro) aan Heather Mills moet betalen. Ook moet hij ten behoeve van de opvoeding van hun kind 35 000 pond per jaar betalen.